# Georg Dubislav Ludwig von Pirch

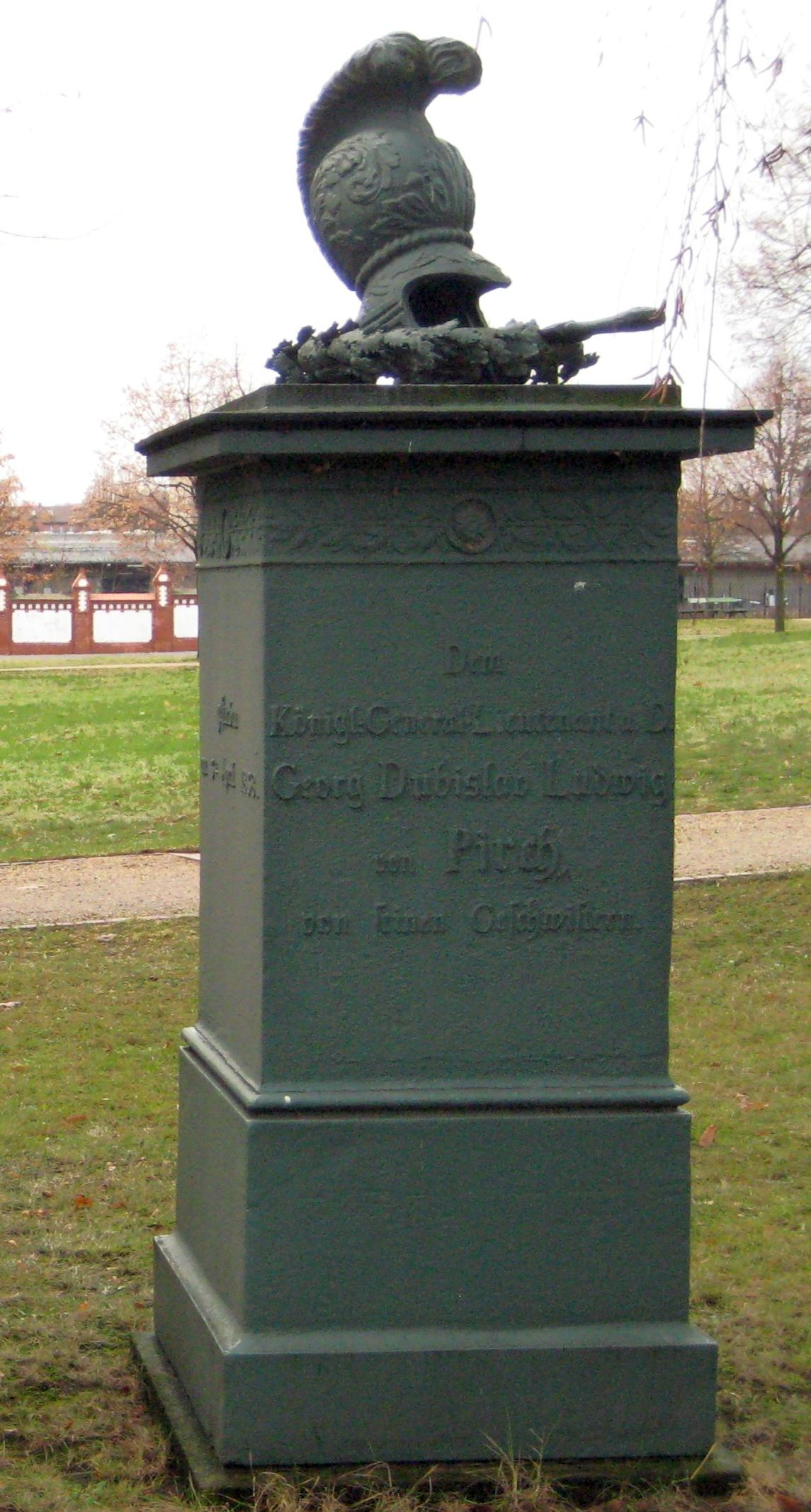
Grabstätte auf dem Invalidenfriedhof, Berlin

Georg Dubislav Ludwig von Pirch (* 13. Dezember 1763 in Magdeburg; † 3. April 1838 in Berlin) war ein preußischer Generalleutnant. Zur Unterscheidung von seinem Bruder auch Pirch I. genannt.

## Leben

### Herkunft
Er entstammte der uradligen pommerschen Soldatenfamilie Pirch. Sein Vater war der preußische General der Infanterie Otto von Pirch (1733–1813), Generalinspekteur in Pommern und Gouverneur von Kolberg, seine Mutter dessen erste Ehefrau Charlotte Friederike, geborene von Winckelmann (1740–1781). Sein Bruder war der preußische Generalleutnant Otto von Pirch (1765–1824).

### Militärkarriere
Im Jahre 1775 trat Pirch als Gefreitenkorporal in das Infanterieregiment „von Hessen-Kassel“ der Preußischen Armee ein. Dort wurde er 1777 Portepeefähnrich und 1780 Fähnrich. 1782 avancierte Pirch zum Bataillonsadjutant und wurde 1786 Sekondeleutnant. Während des Feldzuges in Holland fungierte Pirch 1787 als Generaladjutant des Regimentschefs General von Eckartsberg. In dieser Stellung blieb er auch in den Jahren 1789/90 bei der Besetzung Lüttichs unter dem Kommando des Generals Martin Ernst von Schlieffen. Nach einer dreimonatigen Genesungsphase wurde Pirch 1792 Inspektionsadjutant bei der fränkischen Infanterie-Inspektion unter General von Gravenitz in Bayreuth und nahm 1793 an der Belagerung von Mainz teil. 1795 wurde er zum Stabskapitän befördert. 1797 Wechsel zum Fürsten Hohenlohe nach Breslau als erster Adjutant der niederschlesischen Infanterie-Inspektion. Im gleichen Jahr Beförderung zum Major. Mit dem Fürsten nahm Pirch 1806 während des Vierten Koalitionskrieges an der Schlacht bei Jena teil. Danach geriet er durch die Kapitulation von Prenzlau in französische Kriegsgefangenschaft, aus der Pirch 1808 zurückkehrte. Eng verbunden blieb er seinem bisherigen Chef, dem Fürsten Hohenlohe, dessen persönliche Tapferkeit er immer wieder betonte und dem er auch im Unglück die Treue bewahrte.
Am 20. Mai 1809 folgte seine Beförderung zum Oberstleutnant sowie die Ernennung zum Kommandeur des 2. Westpreußischen Infanterie-Regiments. Ende Mai 1809 wurde Pirch zum Generalleutnant von Stutterheim nach Berlin kommandiert, der dort die Untersuchung über den Fall Schill führt.
Mit Beginn des Frühjahrsfeldzuges 1813 wurde Pirch als Oberst Kommandeur der oberschlesischen Brigade und bald darauf Generalmajor. In den Kämpfen bei Großgörschen und Haynau zeichnet er sich besonders aus und erhielt beide Klassen des Eisernen Kreuzes. Während des Waffenstillstandes folgte seine Versetzung zum II. Armeekorps unter von Kleist. Pirch bewährte sich auch in den folgenden Schlachten bei Dresden, Kulm und Leipzig. Hier setzte er sich am 18. Oktober an die Spitze des 2. Westpreußischen Infanterieregiments, das trotz mörderischen Kartätschenfeuers den Infanterieangriff auf Probstheida vortrug. Dafür wurde Pirch am 24. Dezember 1813 mit dem Eichenlaub zum Pour le Mérite ausgezeichnet.
1814 focht Pirch unter General Blücher. Nach dem Pariser Frieden blieb er mit seiner Brigade in Aachen und übernahm bei Beginn des Feldzuges von 1815 an Borstells Stelle die Führung des II. Korps der Armee vom Niederrhein. Einen hervorragenden Anteil hatte er an den Schlachten bei Ligny und Belle Alliance. Nach der letztgenannten gab Gneisenau ihm den Auftrag, dem bei Wavre mit etwa 18.000 Franzosen stehenden General Grouchy den Weg zu verlegen. Dieses Auftrages konnte er sich infolge Übermüdung seiner Truppen nicht im Sinne Gneisenaus entledigen, die Aufklärung versagte, und Grouchy entkam.
Pirch gab das Kommando des II. Armeekorps an den Prinzen August von Preußen ab, unter dessen Oberbefehl er die Festungen Maubeuge und Philippeville belagerte und einnahm. Nach dem Zweiten Pariser Frieden wurde Pirch zum Generalleutnant befördert und Chef der 1. Brigade beim mobilen Armeekorps in Frankreich. Pirch erhielt Ende Oktober 1815 durch seinen König ein Geschenk von 4000 Talern. Außerdem wurde er im Jahr darauf mit dem Roten Adlerorden I. Klasse mit Eichenlaub ausgezeichnet. Im Frühjahr 1816 reichte Pirch auf Grund von gesundheitlichen Problemen seinen Abschied ein. König Friedrich Wilhelm III. lehnte ab, und der Besuch der Bäder zu Aachen brachte keine Besserung. So wurde ihm am 21. September 1816 Abschied mit einer jährlichen Pension von 1500 Talern bewilligt.
Nach seiner Verabschiedung wurde ihm die Erlaubnis zum Tragen des Französischen Militärverdienstordens, des Großoffizierkreuzes der Ehrenlegion sowie des Russischen Ordens des Heiligen Georg III. Klasse erteilt.
Pirch lebte nunmehr in Berlin im Kreise seiner Verwandten und Freunde still und zurückgezogen. Er las viel und beschäftigte sich mit Musik. Bis ins hohe Alter blieb Pirch geistig frisch. Er wurde neben seinem Bruder Otto auf dem dortigen Invalidenfriedhof beigesetzt.

## Bewertung
Pirchs Leistung war unter Zeitgenossen umstritten. So urteilte Blüchers Adjutant, Graf Nostitz, der Pirch im Feldzug von 1815 kennenlernte: „Er ist mehr geeignet, auf untergeordneten Stellen erhaltene Befehle richtig aufzufassen und auszuführen, als auf einem höheren Platze selbständig und aus eigener Ansicht den Ansprüchen des Augenblicks in Verbindung mit dem großen Ganzen zu genügen.“ .